# Borkwalde
Borkwalde település Németországban, azon belül Brandenburgban. Lakosainak száma 2131 fő (2023. december 31.). Borkwalde Beelitz és Borkheide községekkel határos.

## Népesség
A település népességének változása:
| Lakosok száma | 1489 | 1534 | 1843 | 1978 | 2131 |
|               | 2017 | 2019 | 2021 | 2022 | 2023 |